# Ilisia
Ilisia (griechisch Ιλίσια) ist ein Stadtviertel der griechischen Hauptstadt Athen.

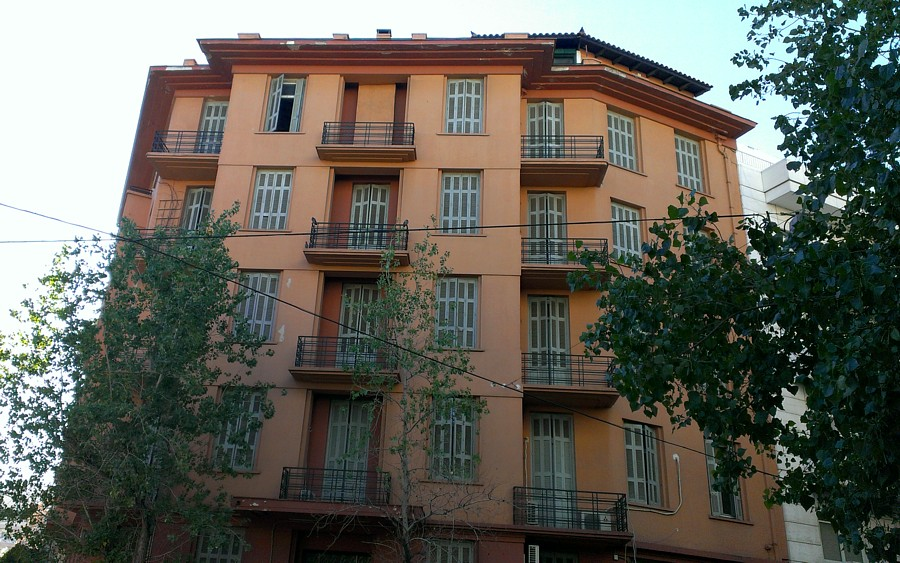
Gebäude in Ilisia

## Lage
Ilisia liegt ca. 1,5 km östlich des Athener Zentrums. Zu den angrenzenden Stadtvierteln und Gemeinden gehören Ambelokipi, Goudi, Zografos, Kesariani und Pangrati.

## Etymologie
Seinen Namen hat der Stadtteil vom Fluss Ilisos. Dieser entspringt dem Hymettosgebirge und durchfließt Ilisia von Ost nach West.

## Stadtbild

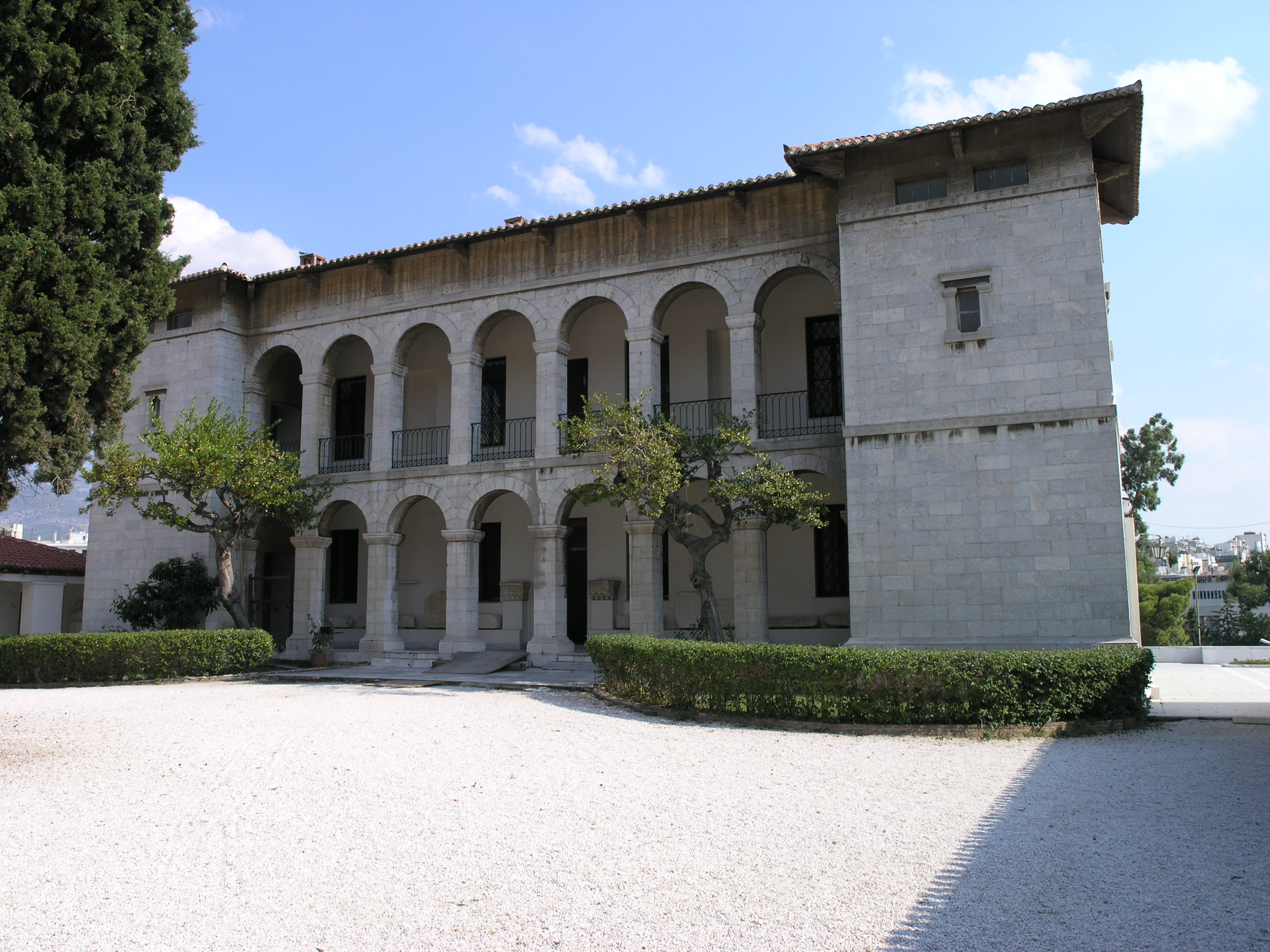
Villa Ilisia

Ilisia gehört zu den am dichtesten besiedelten Stadtteilen Athens mit meist geschlossener Bebauung und wenigen öffentlichen Grünflächen.
In Ilisia befindet sich die von der französischen Philhellenin Sophie de Marbois-Lebrun erbaute Villa Ilisia, welche heute das Byzantinische und Christliche Museum beheimatet.

## Verkehr
Ilisia wird durch die Station Megaro Mousikis der Linie 3 der Athener Metro erschlossen, die sich an der westlichen Stadtteilgrenze befindet.

## Sport

Logo von Ilisiakos

Ilisia ist Heimat des 1927 gegründeten Breitensportvereins Ilisiakos. Dieser unterhält u. a. Abteilungen in den Sportarten Basketball, Fußball, Volleyball, Handball, Wasserball oder Schwimmen. Zu den bedeutendsten Spielern, die der Verein hervorgebracht hat, gehören die Basketballeuropameister Antonios Fotsis und Efstratios Perperoglou. Weitere bedeutende Sportler sind Ioannis Athinaiou, Georgios Bogris sowie Elini Dimoutsos.
Koordinaten: 37° 58′ 37″ N, 23° 45′ 25″ O